# Gare de Montauban-Ville-Bourbon
Ne doit pas être confondu avec Gare de Montauban-de-Bretagne.
La gare de Montauban-Ville-Bourbon, également appelée simplement gare de Montauban, est une gare ferroviaire française des lignes de Bordeaux-Saint-Jean à Sète-Ville, des Aubrais - Orléans à Montauban-Ville-Bourbon, de Lexos à Montauban-Ville-Bourbon et de Montauban-Ville-Bourbon à La Crémade. Elle est située sur le territoire de la commune de Montauban, dans le département de Tarn-et-Garonne, en région Occitanie.
C'est une gare de la Société nationale des chemins de fer français (SNCF), desservie par les trains des réseaux TGV inOui, Ouigo, Intercités de nuit, Intercités et TER Occitanie. C'est également une gare de triage, avec un service de marchandises.
Elle porte le nom officiel de « Montauban-Ville-Bourbon » pour la distinguer de l'ancienne gare de Montauban-Ville-Nouvelle, implantée sur la ligne de Lexos à Montauban-Ville-Bourbon.

## Situation ferroviaire
Établie à 87 mètres d'altitude, la gare de bifurcation de Montauban-Ville-Bourbon est située : au point kilométrique (PK) 205,934 de la ligne de Bordeaux-Saint-Jean à Sète-Ville, entre les gares de La Ville-Dieu et de Montbartier ; au PK 663,455 de la ligne des Aubrais - Orléans à Montauban-Ville-Bourbon dont elle constitue l'aboutissement, après la gare ouverte d'Albias.
Elle était également l'aboutissement, au PK 374,6, de la ligne de Lexos à Montauban-Ville-Bourbon (déclassée) et l'origine, au PK 205,934, de la ligne de Montauban-Ville-Bourbon à La Crémade (partiellement déclassée).

## Histoire

### Ouverture et développement
La ville de Montauban est reliée au réseau ferroviaire le 29 août 1856, lorsque la Compagnie des chemins de fer du Midi et du Canal latéral à la Garonne (Midi) ouvre à l'exploitation la section de Valence-d'Agen à Toulouse de sa « ligne de Bordeaux à Cette » (Sète), dont elle constitue la 38e station, à 206 km de Bordeaux et 271 de Cette. La gare de Montauban devient une bifurcation le 30 août 1858 avec l'inauguration, par la Compagnie du chemin de fer Grand-Central de France, de la ligne de Lexos à Montauban-Ville-Bourbon. Par divers prolongements, vers Brive-la-Gaillarde et Périgueux, cet itinéraire sera le premier permettant de faire rouler des trains de Paris à Montauban.
Le 10 avril 1884, a été mise en service la section de Cahors à Montauban de la ligne des Aubrais - Orléans à Montauban-Ville-Bourbon, par la Compagnie du chemin de fer de Paris à Orléans. À partir de 1893, elle raccourcit notablement le temps de trajet depuis Paris et Brive et place Montauban sur l'axe Paris – Orléans – Limoges – Toulouse (baptisé plus tard POLT).
Le 15 novembre 1960, a eu lieu la création du train de 1re classe Le Capitole, reliant Paris-Austerlitz à Toulouse via Limoges, Brive-la-Gaillarde et Montauban. Le 28 mai 1967, Le Capitole circule pour la première fois à la vitesse commerciale de 200 km/h sur une ligne classique en France. Le 27 septembre 1970, ce train devient un Trans-Europ-Express (TEE). Le 30 septembre 1984 est son dernier jour de circulation. De 1985 à 1999, le remplaçant du Capitole reste néanmoins assuré en voitures Grand Confort, dans les deux classes, mais aussi des voitures « Euraffaire ». Subsiste également l'indispensable fourgon-générateur en tête du convoi, côté Toulouse.

### XXIesiècle
Le bâtiment voyageurs a été rénové en 2006, puis la marquise en 2010. Le parking de la gare a également été rénové fin 2012 et début 2013 ; il comporte 327 places gratuites et est équipé de la vidéosurveillance, inclut un chemin piétonnier sur 200 mètres le reliant à la gare et 2 200 m2 d'espaces verts,.
Le 10 janvier 2014, un incident sans précédent s'est déroulé en gare ; il s'agissait d'un soupçon de fuite de gaz toxique sur un train de fret, composé de wagons-citerne et stationné sur ses voies de service. Cet événement s'est avéré être une fausse alerte, mais, pendant toute la journée, tous les trains sur l'axe Bordeaux – Toulouse ont subi des retards (notamment les TGV qui relient la gare de Paris-Montparnasse à celle de Toulouse-Matabiau, qui ont accusé un retard d'environ 3 heures).
En mai 2014, la SNCF se rend compte que le gabarit des quais de la gare vont poser un problème pour être desservis par le nouveau matériel roulant qu'elle a commandé. C'est pourquoi ils sont rénovés de juin à septembre 2014.
De janvier 2015 à fin février 2015, le parvis est modernisé pour faciliter l'accès à la gare des personnes à mobilité réduite. Des aménagements sont réalisés pour favoriser les échanges avec les autres modes de transport, comprenant l'agrandissement de l'espace destiné à l'attente des bus.

### Projet
Dans le cadre du projet de la LGV Bordeaux - Toulouse, une nouvelle gare est envisagée entre Montauban et Bressols.

## Fréquentation
| Année                      | 2015      | 2016      | 2017      | 2018      | 2019      | 2020      | 2021      | 2022      | 2023      |
| -------------------------- | --------- | --------- | --------- | --------- | --------- | --------- | --------- | --------- | --------- |
| Nombre de voyageurs        | 1 121 171 | 1 105 851 | 1 147 797 | 967 481   | 1 048 385 | 835 407   | 1 123 736 | 1 383 328 | 1 524 100 |
| Voyageurs et non voyageurs | 1 401 464 | 1 382 314 | 1 434 746 | 1 209 352 | 1 310 482 | 1 044 259 | 1 404 670 | 1 729 160 | 1 905 125 |

## Service des voyageurs

### Accueil
Gare de la SNCF, elle dispose d'un bâtiment voyageurs, avec espace de vente SNCF et guichets ouverts tous les jours. Elle est également équipée d'automates pour l'achat de titres de transport. Un restaurant et un point presse y sont installés.
La gare, en excluant le bâtiment voyageurs, dispose de quatre voies accessibles par deux quais centraux et un quai latéral. Des voies de service sont également présentes, pour les trains de marchandises et pour le remisage. Trois des quatre voies sont couvertes par une marquise, la quatrième étant découverte.
Le changement de quai s'effectue par un passage souterrain pour les deux quais centraux, et par un passage aménagé sur la troisième voie pour le quai latéral.

### Desserte

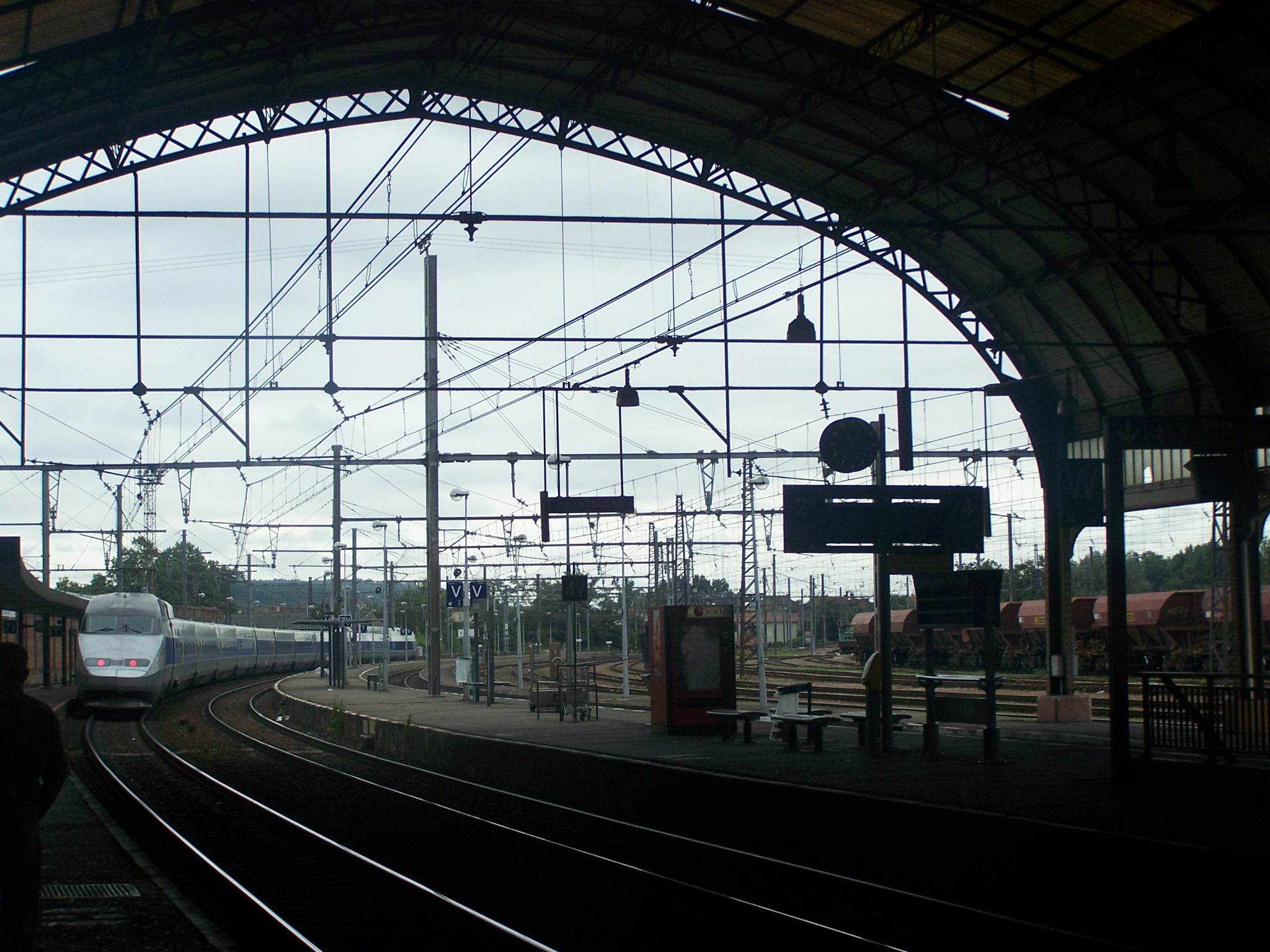
Un TGV quittant la gare.

La gare de Montauban-Ville-Bourbon est une gare de grandes lignes mais également de lignes régionales, desservie par des TGV, des trains Intercités et des TER.
En détail, elle est desservie par :
- des trains de grandes lignes TGV inOui et Ouigo (ligne Paris – Bordeaux – Toulouse). Le temps de trajet est d'environ 3 h 55 min depuis Paris-Montparnasse et 25 min depuis Toulouse-Matabiau ;

- des trains de grandes lignes Intercités :
  - Paris – Limoges – Toulouse, à raison de trois allers-retours par jour. Le temps de trajet est d'environ 6 h 15 min depuis Paris-Austerlitz et 25 min depuis Toulouse-Matabiau,
  - Bordeaux – Marseille. Le temps de trajet est d'environ 4 h 30 min depuis Marseille Saint-Charles et 1 h 45 min depuis Bordeaux Saint-Jean ;
- Des trains de grandes lignes Intercités de nuit : Paris – Orléans – Toulouse, à raison d'un aller-retour quotidien. Le temps de trajet est d'environ 7 h 50 min depuis Paris-Austerlitz ;

- Des trains régionaux du réseau TER Occitanie[12] :
  - Toulouse – Montauban, à raison de trois à quatre trains par heure en pointe, un à deux aux heures creuses et le samedi, et une dizaine de trains dans chaque sens le dimanche. Le temps de trajet est d'environ 30 à 40 minutes depuis Toulouse-Matabiau. Certains trains sont semi-directs entre Toulouse et Montauban, avec un seul arrêt à Castelnau-d'Estrétefonds, et d'autres sont omnibus en desservant six gares intermédiaires,
  - Toulouse – Montauban – Agen, à raison d'environ un train par heure en pointe et un toutes les deux heures en dehors de cette période les jours ouvrés. Le temps de trajet est d'environ 30 minutes depuis Toulouse-Matabiau et 50 minutes depuis Agen,
  - Toulouse – Montauban – Cahors – Brive, à raison d'environ un à deux trains par heure en pointe et un train toutes les deux heures en dehors de cette période. Le temps de trajet est d'environ 30 minutes depuis Toulouse-Matabiau et 1 h 55 min depuis Brive-la-Gaillarde.

### Intermodalité
Un parc à vélos et un parking sont aménagés à ses abords.
Elle est desservie par des bus des Transports Montalbanais, qui la relient au reste de la ville de Montauban et de son agglomération, avec les lignes A, 3, 4 et G.
La gare est également desservie par des lignes régulières d'autocars du réseau régional liO : il s'agit des lignes 203, 717, 721, 803, 811, 830 et 933.

## Service des marchandises
Cette gare est ouverte au service du fret (trains massifs et wagons isolés pour certains clients).
Elle comporte un triage, avec 34 voies de débranchement, équipé de deux locotracteurs Y 8000.